# Makote (Newala)
Makote ist ein Verwaltungsbezirk (englisch Ward) des Distrikts Newala (TC) in der tansanischen Region Mtwara.

## Geografie
Makote liegt im Südosten von Tansania, rund 7 Kilometer östlich der Distrikthauptstadt Newala. Der Bezirk grenzt im Norden an Mahumbika, im Osten an Mtumachi, im Südosten an Mkunya, im Süden an Nanguruwe und im Westen an Julia. Bei der Volkszählung 2022 lebten 6017 Menschen in 1786 Haushalten auf einer Fläche von 19 Quadratkilometern.

## Gliederung
Der Bezirk besteht aus drei Stadtteilen (Mtaa):
- Kipimi
- Makondeko
- Makote

## Infrastruktur
- Bildung: Im Jahr 2021 wurde mit dem Bau einer weiterführenden Schule begonnen.[6]
- Gesundheit: In Makote liegt eine 1989 eröffnete staatliche Apotheke.[7]